# Vagner da Silva Sarti
Vagner da Silva Sarti (nacido el 9 de enero de 1978) es un exfutbolista brasileño que se desempeñaba como centrocampista.
Jugó para clubes como el Ventforet Kofu.

## Trayectoria

### Clubes
| Club           | País  | Año  |
| -------------- | ----- | ---- |
| Ventforet Kofu | Japón | 2001 |

## Estadística de carrera

### J. League
| Club           | Año   | J. League | J. League | Copa J. League | Copa J. League | Total | Total |
| Club           | Año   | Part.     | Goles     | Part.          | Goles          | Part. | Goles |
| -------------- | ----- | --------- | --------- | -------------- | -------------- | ----- | ----- |
| Ventforet Kofu | 2001  | 3         | 0         | 1              | 0              | 4     | 0     |
| Total          | Total | 3         | 0         | 1              | 0              | 4     | 0     |